# 奧茨地

奧茨地(紅色處)在南極洲的位置

奧茨地（英語：Oates Land）是南極洲的地區，位於東部南極洲，由奧茨海岸延伸至內陸，東面以羅斯屬地為界，西面以喬治五世地為界，該地區在1911年2月由英國皇家海軍上尉發現。
69°30′S 159°00′E / 69.500°S 159.000°E